# 1054
1054 (MLIV) var ett normalår som började en lördag i den julianska kalendern.

## Händelser

### Juli
- 4 juli – Den supernova som har bildat Krabbnebulosan är synlig från Jorden, och observeras bland annat av astronomer i Kina.[1]
- 16 juli – Genom den stora schismen, där påven Leo IX och patriarken Michael Cerularius bannlyser varandra, blir romersk-katolska kyrkan och ortodoxa kyrkan splittrade i två helt separata kyrkor. Påvens och patriarkens ömsesidiga bannlysning upphävs först 910 år senare.[2]

## Födda
- 9 april – Judith av Schwaben, drottning av Ungern
- Robert II av Normandie – hertig av Normandie.

## Avlidna
- 20 februari – Jaroslav I, storfurste av Kiev.
- 19 april – Leo IX, född Bruno av Eguisheim-Dagsbourg, påve sedan 1049.

### Fotnoter
1. ↑  Så funkar universum, James Muirden
2. ↑  World Statesmen (läst 3 april 2011)